# 纯素主义
纯素主义或全素主義（英語：Veganism），有時音譯為維根主義，是一種哲学和生活方式，志在盡可能排除對動物的剝削與虐待，反对动物作为商品的现状。该主义反对食用動物或動物身上的部分（包含肉類、魚類、甲殼類及昆蟲）、奶製品（如起司）、蛋、蜂蜜、鵝肝醬等；反对購買動物或參與傷害動物的消費行為，如：消費支持海生館、動物園、馬戲團，或其他形式的動物展演；並避免使用來自動物，或會造成動物痛苦的產品，如皮草、皮革、羊毛、羽絨、蠶絲、經動物實驗之產品。
纯素主义一般基于原因可以分成几类。最基本的“饮食纯素主义”也叫“纯素食主义”，指的是不食用动物产品，等同中文的五辛素。更严格一点的是“伦理素食主义”，反对一切剥削动物的行为。除此之外还有“环境纯素主义”，指认为集约化畜牧业不可持续，因此避免动物产品的态度。

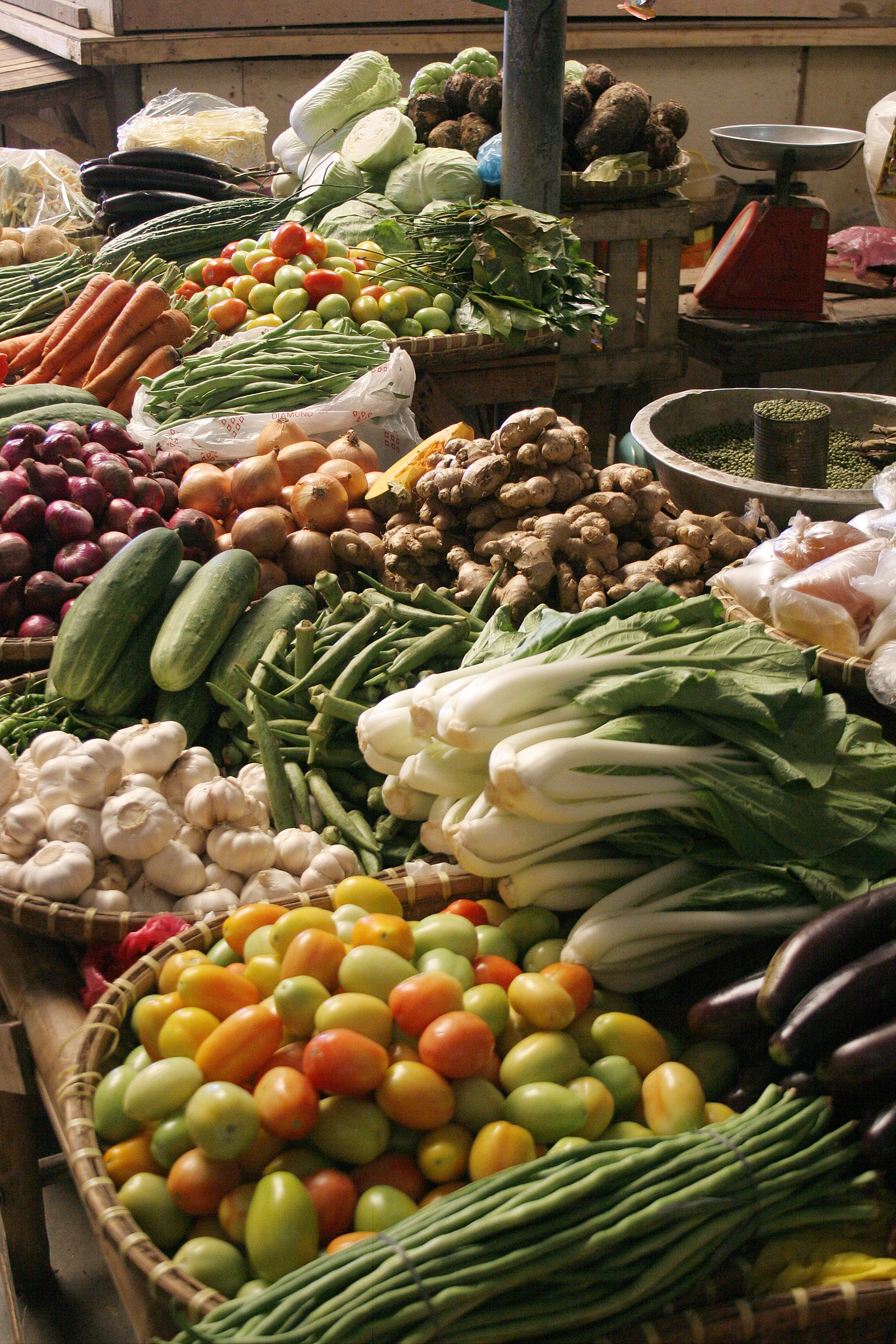
市場上的各種蔬菜

美国营养与饮食学会、澳大利亞國家健康暨醫藥研究委員會、大英饮食学会、加拿大营养师协会、新西兰卫生部都认为，策划妥当的纯素饮食适合所有人生阶段食用，包括婴儿和孕妇。德国的营养协会（一个非政府组织）不建议青少年、儿童、孕妇、哺乳者遵从纯素饮食。纯素饮食对于代謝症候群是否有保护作用暂时不明，但是一些研究认为纯素饮食可以帮助减重，特别是在短期内。纯素饮食一般富含膳食纖維镁、叶酸、维生素C、维生素E、铁、植物化學成分，但相对缺乏膳食热量、飽和脂肪、膽固醇、Ω–3脂肪酸、维生素D、钙、锌、维生素B12。策划不周的纯素饮食可能造成营养不足，对身体无利而有害。食用营养强化食物或營養補充品可以解决一些缺失。补充维生素B12尤其重要：维生素B12缺乏症会导致血液疾病和可能无法逆转的神经损伤，不过策划不周的非纯素饮食也会有这个问题。

## 緣起
素食主义起源于公元前3300-1300年的印度河流域文明。纯素主义则是起源于第10世纪，最先由阿拉伯诗人麦阿里推崇。
1944年，唐納德·沃森與 Elsie Shrigley 創立「英國純素協會」，以道德出發、減少動物的痛苦為概念，推動不吃肉的飲食運動，這樣的理念漸漸影響許多人加入全植物飲食行列，vegan也成為一種因價值信仰而驅動的生活與飲食方式。   

## 詞語釋義

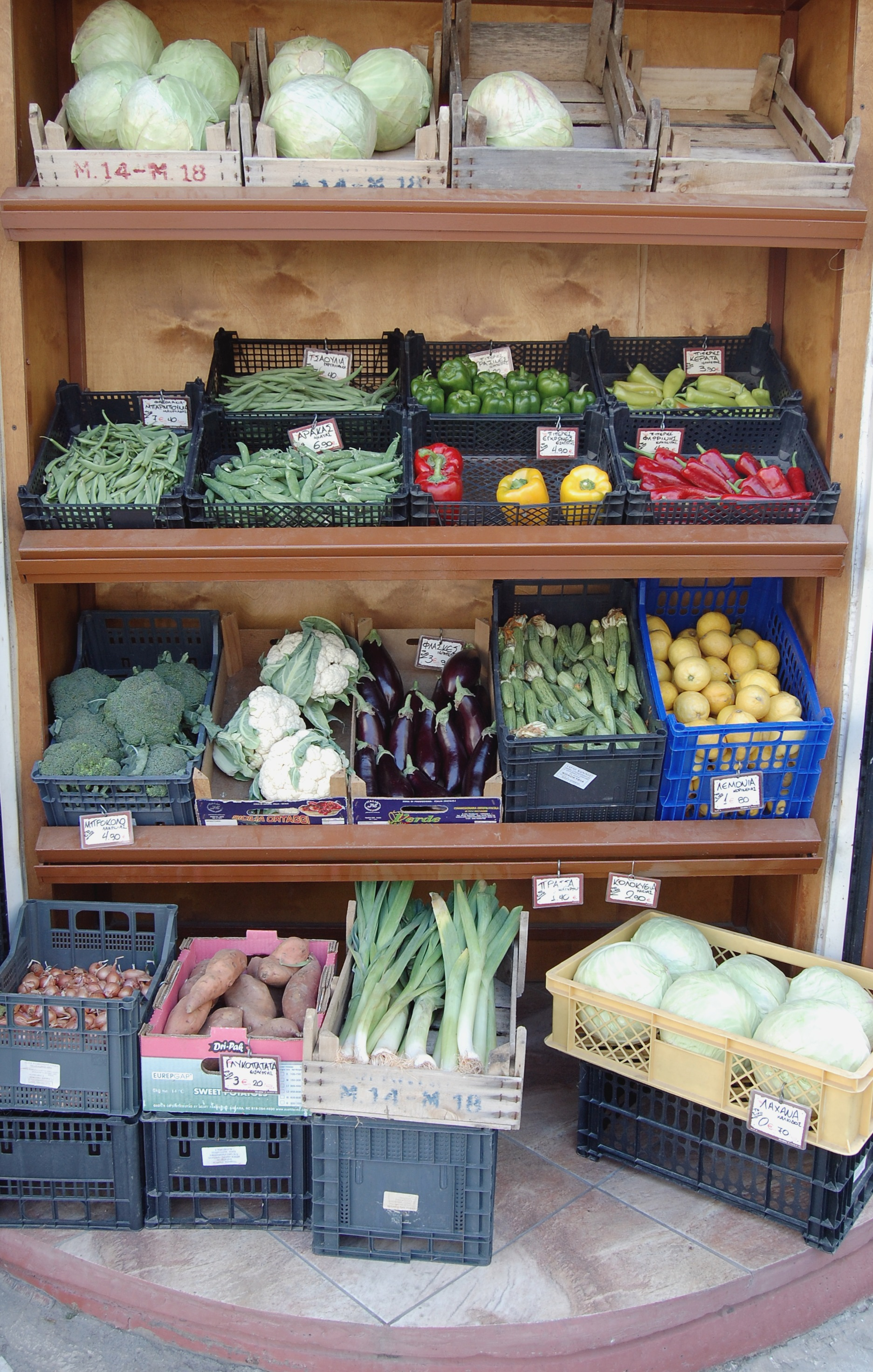
希臘市場的蔬菜

純素主義者的英语单词 vegan 是由 vegetarian（蔬食主义者）取頭尾衍生而成。
英國纯蔬食協會甫創立時，僅有仍食用蛋奶類的 vegetarian，故 vegan 这个词诞生了。这个词由 vegetarian 开头的三个字母 veg 加上末尾的两个字母 an 组成，这样表示 vegan 源自于 vegetarian，但表述地更加明确。
有了 vegan 这个词，就可以将严格避免所有動物性產品的人，跟仅仅不吃肉的人区别开来。

## 动物性产品
动物性产品包含所有形式的肉、禽、鱼、贝、蛋、乳制品、毛皮、皮革、毛料、丝、鵝肝醬，和副产品例如明胶、凝乳、乳清和类似物。大多数 Vegan 在他们的定义中也包含昆虫产品例如蜂蜜。关于规定什么是动物产品点有一些争论。一些Vegan會避免使用骨碳过滤的蔗糖，而一些不会食用鱼胶过滤的啤酒或葡萄酒。
醫學方面，藥品常會需要經動物實驗以確保有效和安全性，且成分也可能含有乳醣、明膠、硬脂酸等動物性原料，但考慮到藥效、副作用等不太能替換上述原料。疫苗、食品添加劑、化妝品等研發也常會使用動物作試驗對象。
哲學家 Gary Steiner提到「不可能達到完全的純素主義，因動物和他們的產品已深深地交織於人類社會中」，動物產品包括白蛋白、尿囊素、蜂蠟、血液、骨炭、骨瓷器、胭脂紅、酪蛋白、海貍、胭脂蟲、彈性蛋白、鴯鶓油、明膠、蜂蜜、魚膠、角蛋白、乳酸、綿羊霜、豬油、凝乳酶、視黃醛、蟲膠、角鯊烯、動物性脂肪、乳清、黃牛油，其中有些來源也可是化學合成、植物製造或石化提煉，所以像尿囊素、乳酸、視黃醛、角鯊烯等也有可能符合純素主義。素食者會使用動物堆肥為養分，然而純素主義者的食物要求只使用植物堆肥。
有些純素主義者會避免含動物原料的衣著服飾、日用品、化妝品，也會避免特定的流感疫苗，因流感疫苗常使用雞蛋培養。而在純素主義者原先擁有的非純素主義物品通常會捐出去或用完為止，日後買的衣服會選擇石化原料的產品，但也因此被他人嘲諷造成環境破壞。

## 动机
純素主義者定位他们的主要动机为减少动物的痛苦的概念，来源于功利主义哲学，被例如杰里米·边沁和彼得·辛格等作者表达为，純素主義者認為人类有道德义务避免引起任何其他生物苦难。动物与人类一样有固有的权利过尽可能免于痛苦的生活。因此純素主義者不仅避免食用肉类和乳制品，也避免使用任何生产过程中包含动物苦难的产品。純素主義的全部目的是最大可能范围的减少动物的痛苦。为此原因，许多純素主義者也是动物权利运动的支持者。

### 道德純素主義
道德純素主義是基於對物種歧視論中「人類的利益凌駕於一切同樣生活在地球上的其他物種利益之上」的言論之反對，故為一動物權利理論（英語：animal rights theory）。
動物權利理論又可分為較溫和的保護主義和較激進的廢除主義。前者認為為了生存需要，在食物來源不充足的情況下，還是可以殺害動物，故僅追求給動物更進步的生活條件和環境；後者則認為所有有感覺的生物體都有「不被傷害或視為他人所有物之權利」，且其權利不因人類的快樂、方便或經濟效益而減損，故希望能直接終結人類對非人類的擁有權、掌控權。廢除主義者認為保護主義者會讓大眾覺得「使用動物」在道德上是沒問題的；保護主義者則認為倫理思考在某些情況下會變得敏感，考量現實層面後，輕微地觸犯倫理是被允許的。
有學者指出，將純素主義視為現今社會「唯一符合倫理的應對方式」是不合理的，因為會產生動物與動物、人類與動物、人類與人類間各種矛盾，詳述如下：
- 為了產出純素者所需食品的農業行為，會對野生動物有不良影響，如此一來會產生「比起野生動物更重視畜養動物」之矛盾
- 投入「促進動物福利」和「減輕十億低端人口被剝削、營養不良的痛苦」的資源不均
- 過度專注於西方已開發國家的觀點，忽視在經濟、文化或生存上需要倚靠與動物的共生關係之其他社會

簡言之，道德純素主義基於尊重與保護動物權利，盡可能避免任何對動物的剝削行為，有以下原則：
- 不食用任何含動物性成分的食品（如蛋、奶、蜂蜜等）
- 避免購買皮毛製品或做過動物實驗的商品
- 反對任何形式的動物展演

### 環境純素主義
環境純素主義（英語：environmental veganism）著重保護、保育，基於「捕魚、狩獵、畜牧、工業化養殖等都是無法永續發展的」之論點，拒絕使用動物性產品，希望發展出可以永續共生的生活方式。
2010年聯合國報告《消費與生產對環境影響的評估》指出：「與植物性替代產品相較，動物性產品的生產需要耗費更多資源，也排放更多溫室氣體。」2015年也有研究指出，因為對肉品的需求逐年上升，大面積物種豐富的森林被夷為平地，變成農業或畜牧業用地，導致生物多樣性顯著下降；2017年世界自然基金会的研究指出，六成的生物多樣性流失可歸因於為了飼養上百億畜牧動物而生的大規模飼料作物栽培。
目前地球上哺乳類動物的生物總質量(biomass)分佈：畜牧動物佔60%，人類佔36%，野生哺乳類僅佔4％；就禽鳥類來說：馴養的佔70%，野生的僅佔30%。
2017年11月，15,364位科學家共同簽署《世界科學家給人類的警告》，在眾多內容中也呼籲大眾開始實踐以植物性食品為主的飲食模式。

### 飲食純素主義
飲食純素主義（英語：Ethical veganism）是指那些因为健康原因（例如胆固醇）吃没有动物产品的食物，而不是由于同情动物。他们因为健康原因避免食用动物产品，但是会使用動物性產品，例如买新的动物皮革皮鞋。

### 女性純素主義
女性純素主義（英語：feminist veganism）來自於女性主義和純素主義在深層意義上的共通性，雖然前者是針對相對於男性與女性，後者是針對相對於人類與非人類，但兩者都是基於對受壓迫個體的完整性與人格的尊重，對其權利進行保護或抗爭而生。舉例來說，將動物視為產品加以買賣，可比喻為人口販賣；動物被任意使用，如強迫配種、產奶、勞動、無用時被丟棄或殺來吃，也可類比於性工作者、奴隸等任人宰割的處境；社會上對少數或弱勢族群的暴力行為，也可以在人類和非人類的互動關係中看見。
女性主義者Angella Duvnjak認為，不能因為動物和人類不同（如魚的痛覺較不敏感），就合理化我們對待動物的殘忍方式。此和資本主義是站在對立面，相抗衡的。

### 宗教純素主義
有些宗教基於倫理或環境因素，鼓勵或強制要求飲食全素，如猶太教純素主義、耆那教純素主義、基督教純素主義、印度教純素主義、佛教純素主義等。   
純素主义哲学与梵语文化中不害（IAST：Ahiṃsā）的观念关系很近。不害代表了不杀害和不伤害。圣雄甘地把不害理念傳授予他的追随者。美国純素主義者社团网站说: “这不只是被动顺从，而是主动面对日常生活的困境和抉择的方法。在西方世界，我们称之为主动不害。”不害理念同时尊重生命，尊重思想、言语和行为的正直，为人类自然和万物服务。

## 營養攝取
根据美国衛生及公共服務部公開的2015-2020飲食指南，裡面有提到關於減少動物性蛋白攝取的好處。中華民國衛生福利部提供的素食指南中，建议純植物飲食者食用各种各样的食物獲得充足的营养来源。
純植物飲食者应该注意维生素B12的摄入，可以摄取被营养强化的豆奶、酵母提取物、早餐谷类等获得。純植物飲食者通常比非純植物飲食者有更低的钙摄入，但是也有更低的钙需求。

## 健康影响
纯素主义饮食对健康的影响存在争议。研究表明纯素饮食可以调节人体菌群，对改善2型糖尿病、肥胖、炎症，以及促进代谢方面有着积极的影响。纯素主义者也常有较低的心血管疾病发病率，但尚无证据表明是全素饮食本身还是较健康的生活方式导致的；同研究也指出纯素主义者有较高的中风发病率。同时，遵循纯素主义饮食的人群也有较高的心理疾病发病率。

## 地區性純素主義

### 台灣
台灣的Vegan運動及環境，相較於英國vegan的發展，台灣很早就有一群人因為宗教的關係，實踐著全素生活，原本就有基本的市場，雖然出發點與理念不同，但對vegan而言是一種優勢；此外，台灣作物種類非常豐富，幾乎不受季節限制，四季都有蔬菜水果可以吃，是台灣vegan另一優勢。目前vegan在台灣擴展迅速，已經有越來越多人加入vegan行列，商家也開始跟進，不僅數量變多，種類也越來越多元。
台灣規模較大、較具整合性的vegan代表活動是每年兩次的「草獸派對Taiwan Vegan Frenzy」，是台灣第一個純素生活節。
Vegan運動方面，台灣友善動物協會，是台灣第一個長期在街頭推廣動物權，邀請並陪伴民眾參與純素30天體驗的非營利民間組織。發起人吳智輝先生和一群熱血的志工們在台灣各地進行推廣活動。活動內容除了平時的街頭推廣以外，也包含主協辦各種講座、以及推行各種專案(如舉辦純素聚餐，及推行方便民眾尋找美食、同時幫助純素店家的植迷卡計畫)；年度大型活動包含世界動物權日(NARD)以及動物權遊行，集結眾人之力，將台灣推向世界Vegan運動之舞台。
此外，台北因為有許多vegan專門餐廳、烘焙坊等，曾於2017年被世界最大的動物權利團體「善待动物组织（PETA）」列為亞洲vegan友善城市第一名。足見台灣vegan在理念傳達及消費市場上都已日漸成熟。

#### 純素/全素 與 Vegan的不同
純素/全素在台灣的衛福部的素食分類定義，是無動物性成分，且不含五辛。與Vegan可以包含五辛有所不同。

## 参閲
- 蔬食主义
- 果食主義
- 动物权利
- 环境保护主义
- 不害
- 完全蔬食協會 (英國)
- 世界純蔬食日
- 人造肉
- 试管肉